# Paul Barth
Paul Barth, né le 9 mai 1921 et mort en février 1974 à Bâle, est un escrimeur suisse.

## Carrière
Paul Barth participe aux Jeux olympiques d'été de 1952 et  remporte la médaille de bronze dans l'épreuve de l'épée par équipe.